# Морариу, Ана Катерина
Ана Катерина Морариу (итал. Ana Caterina Morariu; Клуж-Напока, Румыния; род. 20 ноября 1980) — итальянская актриса румынского происхождения.

## Биография
Ана Катерина Морариу — дочь известной румынской балерины Маринеты Родики Ротару. Родилась в Румынии, ещё в детском возрасте переехала в Италию вместе с матерью. Морариу говорит на четырёх языках — румынском, итальянском, французском и английском. Рост — 172 см.
В 1999 году она окончила лицей ‘Benedetto Varchi’ в Монтеварки провинции Ареццо. В 2002 году она получила диплом Экспериментального центра кинематографии Рима. В том же году она дебютирует в театре, далее работает в теле- и киноиндустрии.
В 2006 году Морариу снимается в главной роли в фильме «Мой лучший враг» (итал. Il mio miglior nemico) в роли Чечилии, дочери Акилле де Беллис, которого играет Карло Вердоне. За роль в этом фильме она была выдвинута кандидатом на получение премии «Давид ди Донателло» в номинации «Лучшая женская роль». В 2008 году на широком экране выходит фильм «Кровь побежденных» (итал. Il sangue dei vinti), режиссёр Микеле Соави.
Морариу снялась во многих телевизионных фильмах и сериалах, среди которых: «Сезоны сердца» (Le stagioni del cuore, 2004), режиссёр Антонелло Гримальди; «Де Гаспери. Человек надежды» (De Gasperi, l’uomo della speranza, 2005), реж. Лилиана Кавани; «Война и мир» (Guerra e pace, 2007), реж. Роберт Дорнхельм, Брендан Доннисон; «Комиссар Де Лука» (Il Commissario De Luca, 2008); «Тайна озера» (Il mistero del lago, 2009); «Я всегда буду твоим отцом» (Sarò sempre tuo padre, 2011).

## Фильмография

### Работы в кино
| Год  | Название                       | Оригинальное название                    | Режиссёр              |
| ---- | ------------------------------ | ---------------------------------------- | --------------------- |
| 2000 | Каким ты меня хочешь           | Come tu mi vuoi                          | Клаудио Купеллини     |
| 2001 | Почему бы вам не танцевать     | Perché non ballate                       | Даниэль Базилио       |
| 2003 | Обращение к другу              | L’appello di un amico                    | Марио Моничелли       |
| 2004 | Как нас остановить             | Chi ci ferma più                         | Клаудио Купеллини     |
| 2004 | Двенадцать друзей Оушена       | Ocean’s Twelve (англ.)                   | Стивен Содерберг      |
| 2005 | Если рождён, уже не спрячешься | Quando sei nato non puoi più nasconderti | Марко Туллио Джордана |
| 2006 | Лучше бы мы остались дома      | Era meglio rimanere a casa               | Дино Санторо          |
| 2006 | Мой лучший враг                | Il mio miglior nemico                    | Карло Вердоне         |
| 2008 | Кровь побежденных              | Il sangue dei vinti                      | Микеле Соави          |
| 2008 | Остановись, мгновение          | Un attimo sospesi                        | Петер Марчиас         |
| 2011 | Вся любовь к миру              | Tutto l’amore del mondo                  | Риккардо Гранди       |

### Телевизионные фильмы и сериалы
| Год       | Название                                | Оригинальное название                      | Режиссёр                             | Примечания                         |
| --------- | --------------------------------------- | ------------------------------------------ | ------------------------------------ | ---------------------------------- |
| 2004      | Полет невинных                          | La fuga degli innocenti                    | Леоне Помпуччи                       | Мини-сериал                        |
| 2004      |                                         | La omicidi                                 | Риккардо Милани                      | Трехсерийный фильм                 |
| 2004      | Пять дней в Милане                      | Le cinque giornate di Milano               | Карло Лидзани                        | Мини-сериал                        |
| 2004      | Водитель такси                          | La tassista                                | Хосе Мария Санчес                    | Мини-сериал                        |
| 2004      | Сезоны сердца                           | Le stagioni del cuore                      | Антонелло Гримальди                  | Телесериал                         |
| 2005      | Де Гаспери. Человек надежды             | De Gasperi, l’uomo della speranza          | Лилиана Кавани                       | Мини-сериал                        |
| 2005      | Проклятые короли                        | Les rois maudits (франц.)                  | Жозе Дайан                           | Мини-сериал, 5 серий               |
| 2006      | Хорошее сражение — Дон Пьетро Паппагало | La buona battaglia — Don Pietro Pappagallo | Джанфранко Альбано                   | Мини-сериал                        |
| 2006      | Святое семейство                        | La Sacra Famiglia                          | Раффаэле Мертес                      | Мини-сериал                        |
| 2007      | Война и мир                             | Guerra e pace                              | Роберт Дорнхельм и Брендан Доннисон  | Мини-сериал, 4 серии               |
| 2008      | Комиссар Де Лука                        | Il commissario De Luca                     | Антонио Фрадзи                       | Мини-сериал, 3 серии               |
| 2008      | Женщины-убийцы                          | Donne assassine                            | Алекс Инфачелли и Франческо Патьерно | Телесериал, 8 эпизодов             |
| 2009      | Тайна озера                             | Il mistero del lago                        | Марко Серафини                       | Телевизионный фильм                |
| 2009      | Агентура                                | Intelligence — Servizi & segreti           | Алексис Свит                         | Телесериал                         |
| 1999-2011 | Комиссар Монтальбано                    | Il commissario Montalbano                  |                                      | Телесериал — 8 сезонов, 22 эпизода |
| 2011      | Комиссар Загария                        | Il commissario Zagaria                     | Антонелло Гримальди                  | Мини-сериал                        |
| 2011      | Я всегда буду твоим отцом               | Sarò sempre tuo padre                      | Лодовико Гаспарини                   | Мини-сериал                        |
| 2012      | 6 шагов в жёлтом – преступные меры      | 6 passi nel giallo — Omicidio su misura    | Ламберто Бава                        | Телевизионный фильм                |

## Номинации
За роль Чечилии в кинофильме «Мой лучший враг» (итал. Il mio miglior nemico) режиссёра Карло Вердоне в 2006 году Ана Катерина Морариу была номинирована на получение национальной кинопремии Италии «Давид ди Донателло» за лучшую женскую роль.